# België op het Junior Eurovisiesongfestival 2004
België nam deel aan het Junior Eurovisiesongfestival 2004 in Lillehammer, Noorwegen. Het was de 2de deelname van het land op het Junior Eurovisiesongfestival. De selectie verliep via Eurokids 2004. De RTBF was verantwoordelijk voor de Belgische bijdrage voor de editie van 2004.

## Selectieprocedure
Eurokids 2004 was de Belgische preselectie voor het Junior Eurovisiesongfestival 2004. RTBF mocht dit jaar een kandidaat kiezen, nadat de VRT vorig jaar de eerste kandidaat uit de geschiedenis mocht selecteren. De kinderjury en de luisteraars van radiozender Vivacité kenden elk één vierde van de punten toe. De stem van de kijkers van La Une telde dubbel. De winnaars van de halve finales en de drie best scorende verliezers zouden zich aanvankelijk plaatsen voor de finale, maar omdat de winnares van de eerste halve finale werd gediskwalificeerd wegens plagiaat, besloot de RTBF om enkel de kandidaten die laatst eindigden in de halve finales te elimineren. Uit de zeven finalisten kwamen de Free Spirits als winnaar uit de bus. Zij mochten met Accroche-toi naar Lillehammer.